# قسم ديزجرود الغربي الريفي (مقاطعة عجب شير)
قسم دیزجرود الغربي الریفي (بالفارسية: دهستان دیزجرود غربی) هي منطقة سكنية تقع في إيران في قسم. يقدر عدد سكانها بـ 12,347 نسمة .